# 串川村
串川村（くしかわむら）は、かつて神奈川県津久井郡にあった村である。現在は相模原市緑区の一部である。

## 地理
- 山：仙洞寺山、城山
- 川：串川

## 歴史
- 1909年（明治42年）5月1日　根小屋村、青山村、長竹村が合併して発足。
- 1955年（昭和30年）4月1日　中野町、鳥屋村、青野原村、青根村および三沢村の一部（大字三井）と合併して津久井町が発足。同日串川村廃止。

串川村廃止後
- 2006年（平成18年）3月20日　津久井町が相模原市に編入。
- 2010年（平成22年）4月1日　相模原市が政令指定都市へ移行。当地域は緑区に属する。

## 現在の町名
相模原市緑区
- 住居表示未実施 - 大字根小屋、大字長竹、大字青山